# Cecilia Tait
Cecilia Roxana Tait Villacorta (Lima, 5 de marzo de 1962), conocida como la Zurda de Oro, es una exvoleibolista y política peruana. Integró la selección peruana de vóley que obtuvo el segundo lugar en el Campeonato Mundial de Lima de 1982, el tercer lugar en el de Praga 1986 y la medalla de plata en los Juegos Olímpicos de Seúl 1988. En el ámbito político, ejerció como congresista por el partido Perú Posible durante tres periodos.

## Biografía
Cecilia Tait nació en el distrito de Villa María del Triunfo, ubicado en la ciudad de Lima, el 5 de marzo de 1962. Fue hija de Eric Tait y de Camila Villacorta, viviendo en el barrio Nueva Esperanza. 
Realizó sus estudios primarios en el Colegio Nuestra Señora del Carmen y en el Colegio de Mujeres Nueva Esperanza. Los secundarios los realizó los colegios Eloy G. Ureta y Divino Maestro. Posteriormente ingresó a la Universidad Nacional Federico Villarreal donde estudió la carrera de Derecho.
En el año 2008, se casó con el periodista Tyler Bridges, en la ciudad de San Francisco en California.
En el año 2010, Tait decidió hacer público de que padece de un cáncer a los ganglios. Donde posteriormente logró vencer dicha enfermedad.

## Carrera deportiva
Comenzó su carrera deportiva en 1976, con el club Bancoper, a la vez que cursaba sus estudios secundarios en el Colegio Divino Maestro. Al año siguiente, comenzó a jugar en la selección peruana de voleibol. Fue integrante de la mejor generación de voleibolistas de su país.
Así obtuvo el subcampeonato del segundo Mundial juvenil en México en 1981, donde Cecilia fue elegida la mejor jugadora del torneo. En 1982, la selección peruana logró el subcampeonato del Campeonato mundial de voleibol. Para 1985, fue integrante del equipo All-Stars, junto con las mejores voleibolistas del mundo enfrentándose en un partido amistoso con China, campeón olímpico de 1984.
Pero sin lugar a dudas el mejor resultado obtenido por Tait fue la medalla de plata alcanzada en los Juegos Olímpicos de Seúl 1988, perdiendo el partido final contra la Unión Soviética, con marcador de 3 a 2 (17-15 el último set). Cecilia fue declarada la mejor jugadora del torneo. Luego de las olimpiadas, Cecilia se retiró de la selección. 
Tait se mudó a Italia, en donde jugó en el club Nelson de Reggio Emilia, con el que gana el título de la Copa Confederaciones Europeas de Clubes, en Turquía. En el torneo italiano fue declarada la mejor jugadora.
De 1990 a 1991, jugó por el club Sadia de São Paulo, Brasil. Participó en el Campeonato Mundial Inter Clubes, como capitana, con el número 7, obteniendo el título de la Zurda de Oro.
En 1992 se trasladó a Alemania, por presentar un malestar en la rodilla. Jugó en ese país por el club SV Lohhof por un par de años.
Regresó al Perú en 1998, y comenzó su carrera política.
En su trayectoria deportiva se encuentran cinco campeonatos sudamericanos (campeona en cuatro ocasiones), tres mundiales (subcampeona en 1982 y tercer puesto en 1986) y tres olimpiadas (subcampeona olímpica en 1988).
El 27 de octubre de 2005, se convirtió en la primera sudamericana en ingresar al Salón de la Fama del Vóley.

### Clubes
| Club                     | País     | Desde | Hasta |
| BANCOPER                 | Perú     | 1976  | 1982  |
| Ito Yokado               | Japón    | 1983  | 1983  |
| BANCOPER                 | Perú     | 1983  | 1984  |
| Isa Infissifano          | Italia   | 1985  | 1986  |
| Nelson de Reggio Emilia  | Italia   | 1986  | 1988  |
| Braglia de Reggio Emilia | Italia   | 1988  | 1989  |
| Sadia                    | Brasil   | 1989  | 1992  |
| Club Sportverein Lohhof  | Alemania | 1992  | 1993  |

## Participación en la política
Cecilia Tait decide incursionar en el ámbito político cuando en las elecciones municipales del año 1998 decide participar como candidata a regidora del distrito de Villa María del Triunfo por el movimiento fujimorista Vamos Vecino y logró ser elegida para el periodo municipal 1999-2002. En su gestión como regidora, Tait se caracterizó por trabajo en favor de diversos programas sociales.

### Congresista de la República
En las elecciones generales del año 2000, Tait decide alejarse del fujimorismo para luego afiliarse a Perú Posible, partido político del opositor Alejandro Toledo, y postular al Congreso de la República en las elecciones parlamentarias. Con 55,050 votos, Cecilia Tait logra ser elegida como congresista de la república y fue juramentara para el periodo parlamentario 2000-2005.
Durante su gestión como congresista formó parte de la oposición al gobierno de Alberto Fujimori y luego participó en la Marcha de los Cuatro Suyos encabezada por Alejandro Toledo contra la tercera toma de mando del presidente Fujimori. También se desempeñó como miembro de la Comisión de Deporte y apoyó la moción de vacancia presidencial contra Fujimori por su fuga hacia Japón y su intromisión en las investigaciones contra Vladimiro Montesinos, asesor presidencial involucrado en actos de corrupción. Ante esto, su cargo en el Congreso fue reducido hasta julio del año 2001 tras el gobierno de transición de Valentín Paniagua y Tait postuló a la reelección como congresista por Perú Posible en las elecciones del año 2001, logrando tener éxito con 47,793 votos para el periodo 2001-2006.
En su segunda gestión ejerció como presidenta de la Comisión de Deporte y vicepresidente de la Subcomisión de la Copa América 2004 del Congreso, donde inspeccionó la remodelación del Estadio Nacional del Perú.
En el año 2005, Cecilia Tait decidió renunciar a la bancada de Perú Posible tras argumentar que no se habían cumplido los planes que se habían establecido como políticas de estado.
En el año 2010, Cecilia Tait volvió a afiliarse al partido Perú Posible y postuló nuevamente al Congreso de la República encabezando la lista por Lima Metropolitana para las elecciones parlamentarias del año 2011. Tait fue elegida por tercera vez como congresista con 78,829 votos y juramentada para el periodo 2011-2016.
En el año 2013, tras tener discrepancias con miembros de su bancada por el caso de repartija, Cecilia Tait decidió renunciar definitivamente a Perú Posible y luego se unió a la creación de la bancada Unión Regional junto a otros disidentes de su partido y con miembros renunciantes de Alianza por el Gran Cambio.
Tras terminar su labor parlamentaria, Tait decidió incorporarse a Peruanos Por el Kambio, partido político de Pedro Pablo Kuczynski, y postuló nuevamente a la reelección con el número 22 por Lima Metropolitana. Sin embargo, Tait no logró tener éxito en su tercera reelección parlamentaria y decidió alejarse del ámbito político para posteriormente retornar al voleibol nacional en la dirección técnica.

### Elecciones del 2021
Durante la segunda vuelta de las elecciones presidenciales del año 2021, Cecilia Tait reapareció en el ámbito político para manifestar su apoyo a Keiko Fujimori, candidata presidencial de Fuerza Popular que competía contra Pedro Castillo del partido Perú Libre. Según sus declaraciones, Tait manifestó que su apoyo se debía a la postura radical de Castillo en eventual gobierno. Posteriormente fue presentada como miembro del equipo técnico de Fujimori en el tema de deportes.
Tait fue cuestionada por su apoyo al fujimorismo debido a que antes fue opositora al régimen dictatorial de Alberto Fujimori. Asimismo, se le recordó una declaración suya en el que denunció haber sido presionada por el fujimorismo en el año para dejar su entonces partido, Perú Posible, y terminar en las filas oficialistas, ofrecimiento al cual no accedió.

## Condecoraciones
| Condecoración                                                         | Año  |
| --------------------------------------------------------------------- | ---- |
| Trofeo Mujer y Deporte otorgado por el Comité Olímpico Internacional. | 2003 |
| Salón de la Fama del Vóley (Volleyball Hall of Fame).                 | 2005 |

## Premios

### A nivel mayores
- 1978: 10.º puesto Campeonato Mundial URSS
- 1979: Subcampeona Panamericano San Juan
- 1979: Campeona Sudamericano Rosario
- 1980: 6.º puesto Olimpiadas de Moscú
- 1981: Subcampeona Sudamericano Santo André
- 1982: Subcampeona Campeonato Mundial Perú
- 1983: 3.er puesto Panamericano Caracas
- 1983: Campeona Sudamericano Sao Paulo
- 1984: 4.º puesto en Olimpiadas de Los Ángeles
- 1985: Campeona Sudamericano Caracas
- 1985: 5.º puesto Copa del Mundo Japón
- 1986: 3.er puesto Campeonato Mundial Checoslovaquia
- 1987: Subcampeona Panamericano Indianápolis
- 1987: Campeona Sudamericano Montevideo
- 1988: Subcampeona Olimpiadas de Seúl (designada "Mejor jugadora")
- 1988: 3.er puesto Top Four

### A nivel juvenil
- 1977: 10.º puesto Mundial Juvenil Brasil
- 1978: Subcampeona Sudamericano juvenil Río de Janeiro
- 1980: Campeona Sudamericano juvenil Rancagua
- 1981: Subcampeona Mundial Juvenil México

### A nivel menores
- 1978: Campeón Sudamericano de menores Buenos Aires

### Títulos personales
- 1979 - Se incorporó al sexteto "ideal" de América
- Mejor jugador 1979 Campeonato de América del Sur en Argentina
- 1980 - Mejor Jugador de la Copa Sudamericana Copa jugando para BANCOPER
- 1980 - Mejor Jugador del Campeonato V Sudamericana Juventud en Chile
- 1981 - Mejor Jugador del Campeonato del II Mundial de la Juventud en la Ciudad de México
- 1982 - Mejor Delantero Copa Saravia en Hungría
- 1982 - Mejor jugador de la Copa de Liberación I Perú en Checoslovaquia
- 1982- Entre los mejores atletas en el IX Campeonato Mundial de Perú
- 1982 - Atleta del Año en Perú
- Mejor jugada del 1983 - II Copa Liberación en Checoslovaquia
- 1983 - Mejor Jugador de V.League (Japón)
- 1983 - Mejor Delantero de su equipo en V.League (Japón)
- Mejor Deportista del 1984-III Copa Liberación en Checoslovaquia
- 1984 - Atleta del Año en Perú
- 1986 - Seleccionada para la GALA DEL PARTIDO ALL STAR vs CHINA, que constituye la sexta del mundo
- 1987 - Mejor Jugador del Campeonato Uruguayo Sudamericano
- 1988 - Top Cuatro en Hong Kong entre el ALL STAR vs URSS
- Medalla de Plata de los Juegos Olímpicos de Verano de 1988
- 1989 - mejor jugador de los equipos de la Copa CEV en Turquía jugando para Braglia Reggio Emilia
- 1989 - Mejor Jugador de la Copa de Italia
- 1989 - Mejor Jugador del Campeonato jugando para Esporte Clube Sadia
- 2000 - Nominado al Premio al Mejor Jugador del Siglo XX [12]
- 2003 - Mujeres y el Trofeo Deporte otorgado por el COI [8]
- 2003 - Medalla Pierre de Coubertin
- 2003 - Homenaje al Comité Olímpico Peruano (COP) y las autoridades peruanas
- 2005 - Registro en el Volleyball Hall of Fame